# Berrita
La berríta (terme sarde signifiant bonnet, souvent écrit berritta ) est une coiffe en laine foncée ou en simple tissu noir qui fait partie du costume masculin traditionnel de la Sardaigne.
Il était répandu dans toute la Sardaigne jusqu'à la fin du XIXe et au début du XXe siècle. De nos jours, il peut toujours être considéré comme symbole de la Sardaigne, bien qu'il soit porté à des occasions de folklore. 

## Caractéristiques et usages

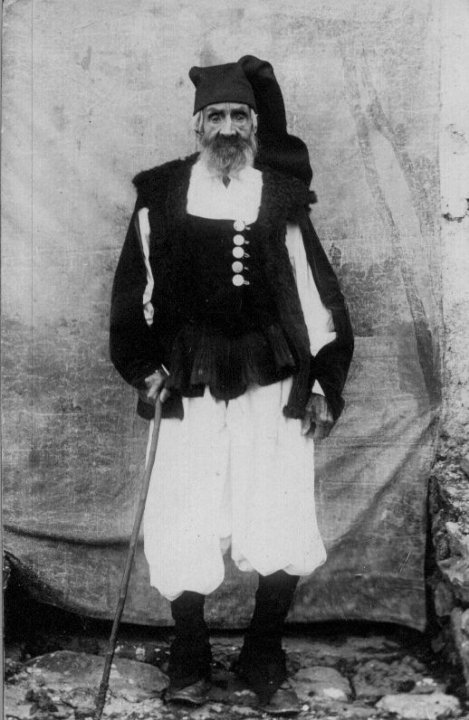
Homme de quatre-vingt-dix ans d'Ulassai habillé en costume traditionnel, portant la berrita, photo de la fin des années 1950

Le chapeau de la fin du XIXe siècle est réalisé en forme de tube, d'environ 150 cm de long, fermé aux extrémités arrondies ; il est porté en insérant une moitié dans l'autre, obtenant ainsi un « sac » d'environ 70 cm de long, dont le diamètre varie en fonction de la circonférence du crâne. Parmi les nombreux chapeaux examinés, aucun n'est en orbace ou en tissu de laine. La plupart des bonnets, quelle que soit la couleur, sont en fil de laine tricoté : le tissu est ensuite fermé aux extrémités, feutré dans de l'eau chaude et enfin foulé ou cardé sur la surface externe. Le chapeau ressemble alors à de la laine moelleuse, ce qui put provoquer la confusion quant à sa matière.
De nos jours, dans le domaine folklorique, la coiffe traditionnelle est réinventée et se caractérise par la présence de coutures latérales. 
Sa structure est tubulaire et tronconique et peut varier en longueur de 50 à 100 centimètres : il se porte sur la tête avec l'extrémité laissée tombée sur le côté ou derrière les épaules. Parfois (surtout lors des fêtes) il est plié ou enroulé et laissé reposé sur la tête.
À Nuoro et Gennargentu, il est conditionné avec une longueur encore plus grande (presque toujours jusqu'à 100 cm) et s'appelle dans ce cas sa berrita longa, (« le long bonnet »). Toujours dans la région de Nuoro, cette coiffure est adoptée pour les soirées dansantes, quoique dans une version plus courte pour un meilleur confort.
Ce vêtement a souvent la même couleur que la jupe. La couleur du corsage varie selon la région où se porte le costume. 
Les ragas (sous-vêtements) sont blancs comme la chemise à col rond brodée de sa pinta (une broderie à l'aiguille), plissée et non doublée et fermée par deux boutons dorés ou argentés.

## Version féminine
Dans la municipalité d'Ovodda, dans la Barbagia d'Ollolai, une version féminine de cette coiffe (bonnet, en raison de sa forme caractéristique) est adoptée et devint une partie de la tradition folklorique ovoddienne.
Ce modèle se compose d'un bonnet essentiel utile pour maintenir les cheveux rassemblés. Il se porte sur du su tullu (voile blanc) ou sur le muccadore (pièce de tissu tibétain pliée en triangle, brodée, posée sur le dessus en guise d'ornement et retenue à son tour par une broche). Dans cette version, la sa berrita - souvent retenue sous le menton par un ruban rouge noué à hauteur des oreilles - est en velours ou en brocard et est garnie de sa vetta, un ruban ou une dentelle dorée ou argentée. Dans le dos se met un jeu de plis en satin ou en velours.

## Notoriété
Barittas est le nom d'un groupe de musique beat sarde actif dans les années soixante dont le surnom était Berrita.
Ce groupe devient célèbre en 1964 pour une représentation télévisée comique de la pièce Gambale twist interprétée en costume sarde. La vidéo  est parfois rediffusée par Rai 3 dans le Schegge di Teche Rai.
Sa berrita est aussi portée par les Tenorenis, une parodie télévisée de chanteurs ténors qui la portent habituellement dans les principaux festivals folkloriques et par les Tenores di Bitti, groupe sarde de chant choral. 
Sa berrita est également portée par les Issohadores du groupe Mamuthones invités aux fêtes insulaires et au carnaval Mamoiada.

## Galerie
Dans les images ci-dessous, il est possible de voir le pli avec lequel la sa berrita est portée, bien qu'en équilibre précaire.

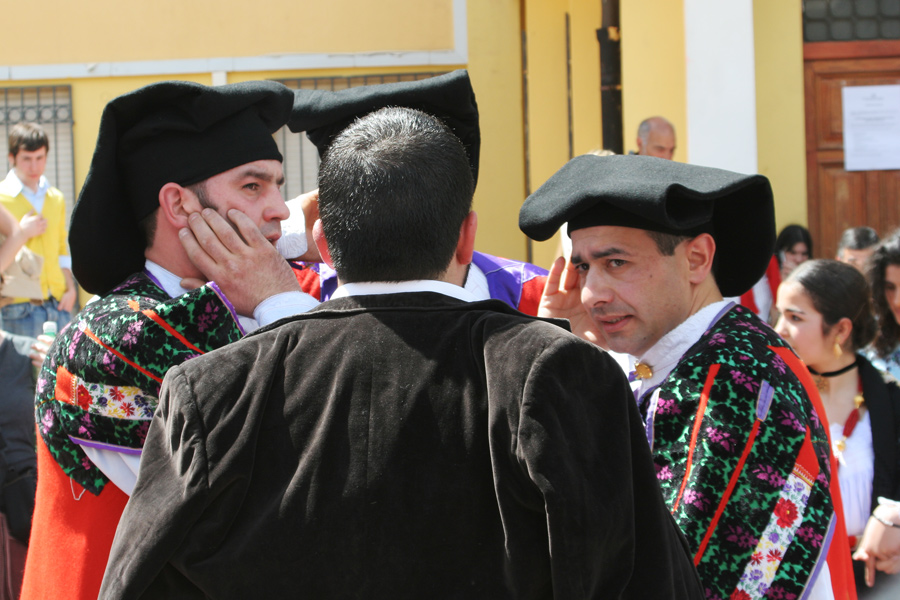
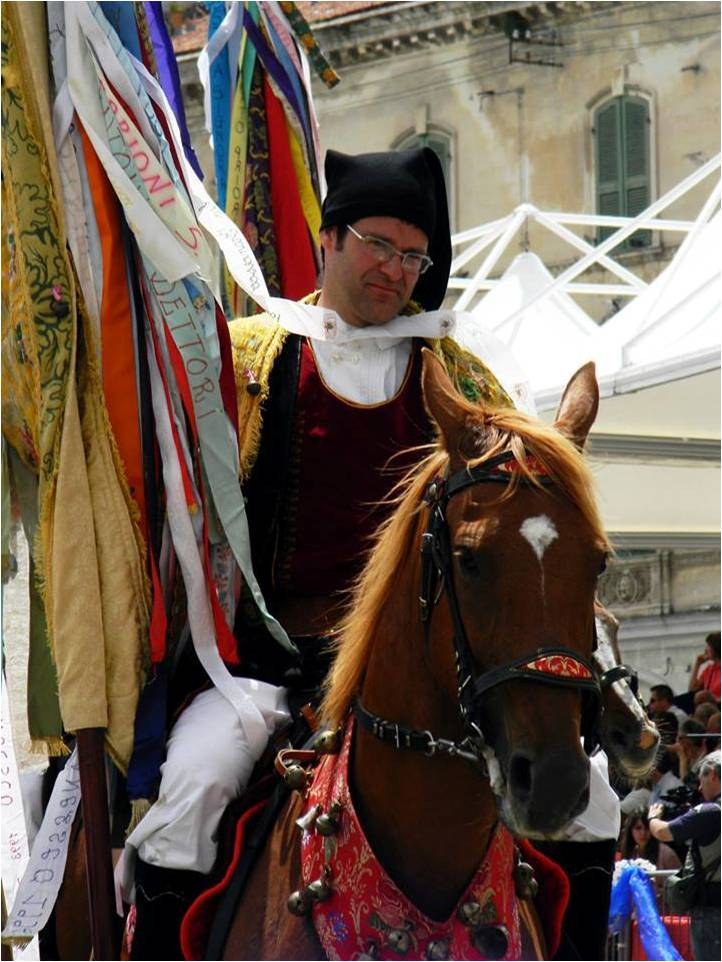
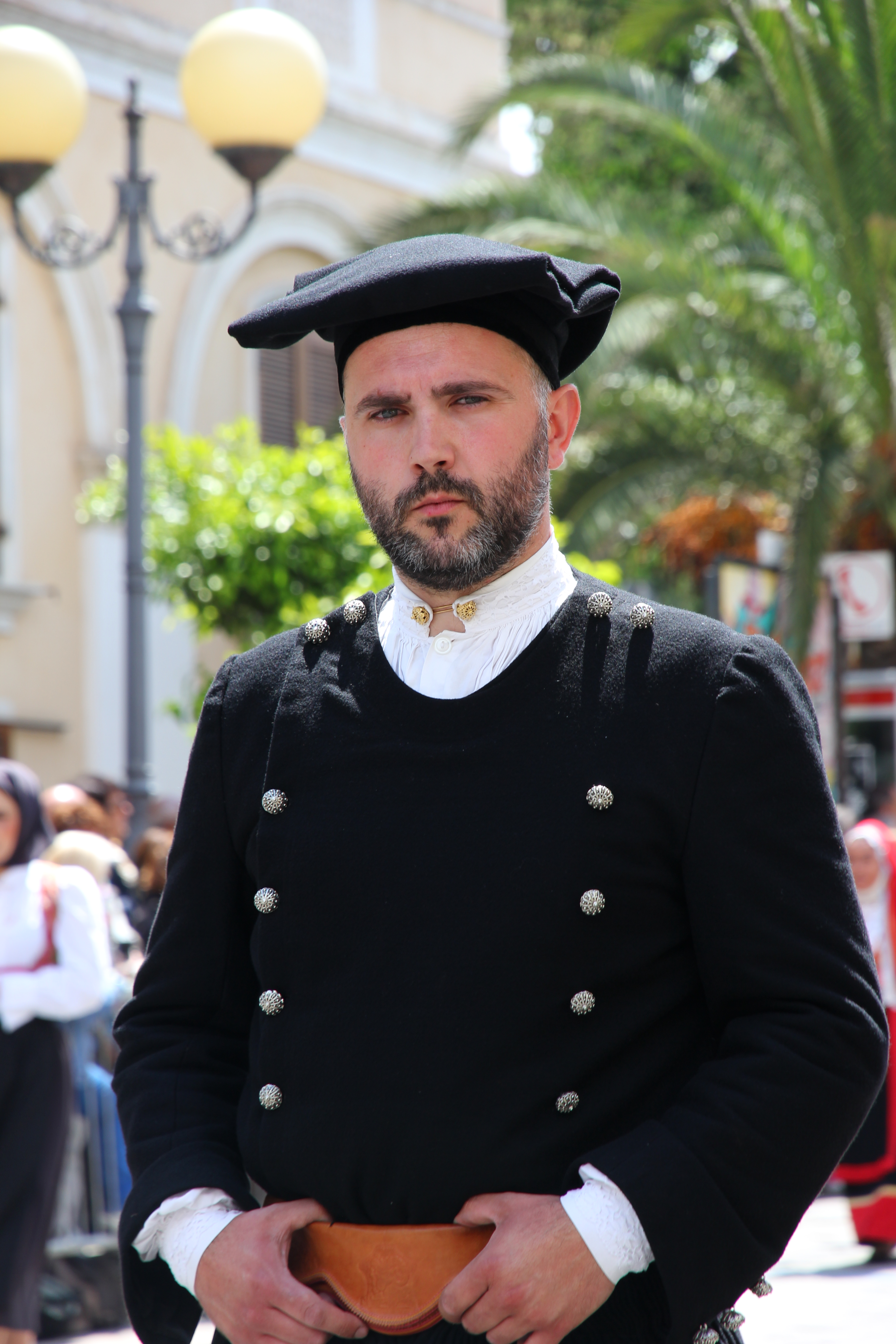
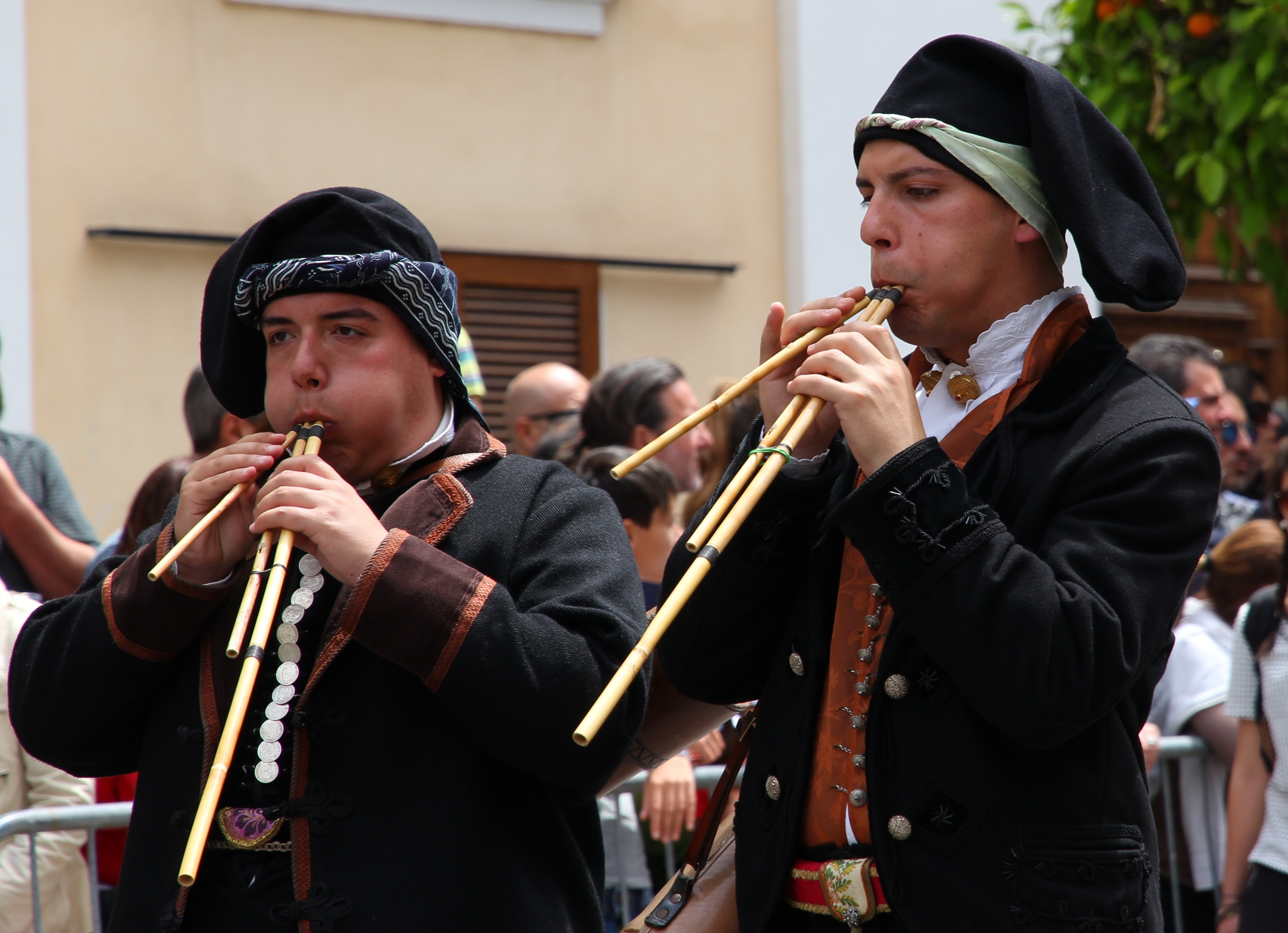